# Герб Кобрина
Герб Ко́брина (бел. Герб Ко́брына) — официальный геральдический символ города Кобрина и Кобринского района Брестской области Республики Беларусь. Утвержден указом президента 22 июля 2004 года. Основывается на историческом гербе Кобрина, дарованном городу королём польским и великим князем литовским Сигизмундом III вместе с правами на городское самоуправление 10 декабря 1589 года. Авторами реконструкции герба выступили П. А. Жаров, А. П. Маковцов, С. Е. Рассадин и В. А. Ляхор.
Официальное описание: на голубом поле французского щита младенец Иисус в золотых одеждах, Пречистая Дева Мария в одеждах красного цвета поверх зелёного хитона, в золотой вольной части щита праведная Анна в красных одеждах поверх голубого хитона. Над их головами — золотые нимбы.

## История

### Во времена Речи Посполитой
В 1589 году король польский и великий князь литовский Сигизмунд III передал Кобринскую экономию во владение своей тёте Анне Ягеллонке. В целях развития ремесла и торговли, а вследствие и увеличения доходности было принято решение даровать горожанам право на самоуправление. Анна прибыла в город и торжественно вручила жителям подписанный королём привилей (грамоту). 10 декабря 1589 года Кобрин получил герб: на серебряном поле две женских фигуры: девы Марии и святой Анны (в честь хозяйки города Анны Ягеллонки), Богоматерь держит на руках младенца Иисуса.

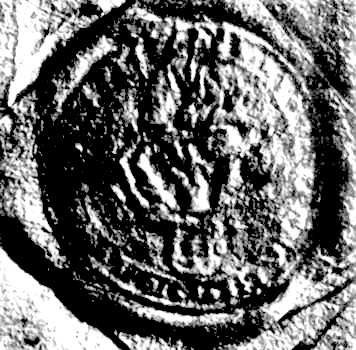
Печать Кобринского магистрата (1589 год)
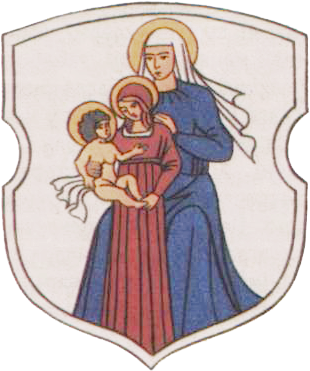
Герб Кобрина по привилею 1589 (реконструкция)
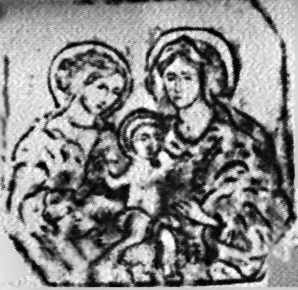
Герб Кобрина с привилея 1662 года
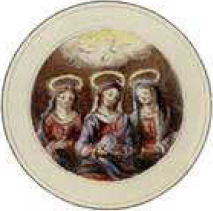
Изображения герба по привилею 1792 года

### В составе Российской империи
6 апреля 1845 года Кобринский уезд как один из уездов Гродненской губернии Российской империи получает новый герб — разделенный на две половины щит: в верхней помещен Гродненский герб, а в нижней, в зелёном поле соха, что символизирует земледельческие занятия жителей уезда.
Во второй половине XIX века был составлен проект герба Кобрина по новым правилам, разработанным Бернгардом Кёне: в золотом поле левая зелёная перевязь, обремененная двумя плужными лемехами, в вольной части герб Гродненской губернии. Однако проект утвержден не был.

### В Советском Союзе
20 января 1987 года к празднованию 700-летия Кобрина решением № 25 исполкома Кобринского городского Совета народных депутатов утвержден герб города по проекту Анатолия Николаевича Данилюка. В основу герба города Кобрина было положено изображение аиста — «птицы, приносящей счастье, парящего в голубом куполе мирного неба».
В 1994 году была проведена экспертиза герба. Было установлено, что данный герб не подлежит государственной регистрации в соответствии с п.10 Положения о гербовом матрикуле Республики Беларусь, так как противоречит основным правилам и традициям мировой геральдики.

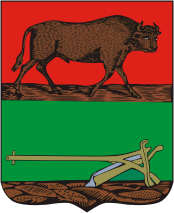
Герб Кобрина с 1845 года
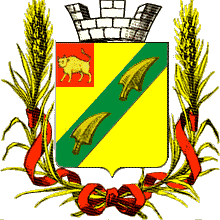
Проект герба, созданный по правилам Бернгарда Кёне
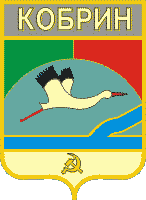
Герб Кобрина образца 1987 года
Проект герба 1998 года

### Современный вариант
Разработка нового герба началась после принятия Брестским облисполкомом решения № 121 от 8 февраля 1998 года «О разработке новых и воссоздании исторических гербов городов области». Был подготовлен проект по мотивам печати 1589 года, который, однако, утвержден не был.
Герб и флаг Кобрина и Кобринского района были единогласно приняты сессией Кобринского районного Совета депутатов 4 декабря 2002 года.
22 июля 2004 года указом Президента Республики Беларусь «Об учреждении официальных геральдических символов Кобринского района» утвержден герб Кобринского района и города Кобрина. Авторами реконструкции герба стали: П. А. Жаров, А. П. Маковцов, С. Е. Рассадин, В. А. Ляхор.

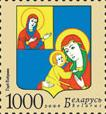
Изображение герба на марке «Белпочты» (2009)

В реконструированном варианте герба в отличие от сохранившегося изображения герба из привилея 1662 года, опубликованного А. К. Титовым, фигура Анны размещена в вольной части щита. Этот прием, по мнению одного из авторов реконструкции С. Е. Рассадина, основывается на христианском каноне согласно которому, «в своей земной жизни Иисус не мог встретить мать Девы Марии, так как Святая Анна умерла задолго до рождества Христова». Решение поместить изображение святой Анны в вольную часть было принято после обращения к Патриаршему Экзарху всея Беларуси митрополиту Минскому и Слуцкому Филарету с просьбой высказать своё мнение и оказать помощь в создании и утверждении герба. Филарет благословил работу, оставив на эскизе свой автограф.
По мнению белорусского геральдиста Виктора Меликаева, на гербе Кобрина святая пророчица Анна была заменена на святую праведную Анну. То есть герб (вернее его описание) содержит историческую ошибку.